# Ludovic Quistin
Ludovic Quistin est un footballeur français, international guadeloupéen, né le 24 mai 1984 aux Abymes et mort le 28 mai 2012 dans la même ville,.

## Biographie
Ludovic Quistin réalise une carrière de mercenaire dans les ligues mineures anglaises. Il est sélectionné en 2007 en sélection de la Guadeloupe et participe à la Gold Cup 2007.
Ayant des difficultés à trouver un club, il participe en février et mars 2011 à des matchs avec la réserve des Forest Green Rovers avant de décider de retourner jouer dans son île natale.
Il décède le 28 mai 2012 à la suite d'un accident de moto aux Abymes.